# Climaciella
Genre
Climaciella est un genre d'insectes névroptères de la famille des Mantispidae. Il comprend dix espèces toutes originaires des Amériques, dont l'espèce type Climaciella brunnea.

## Liste des espèces
Selon GBIF (19 juin 2021) :

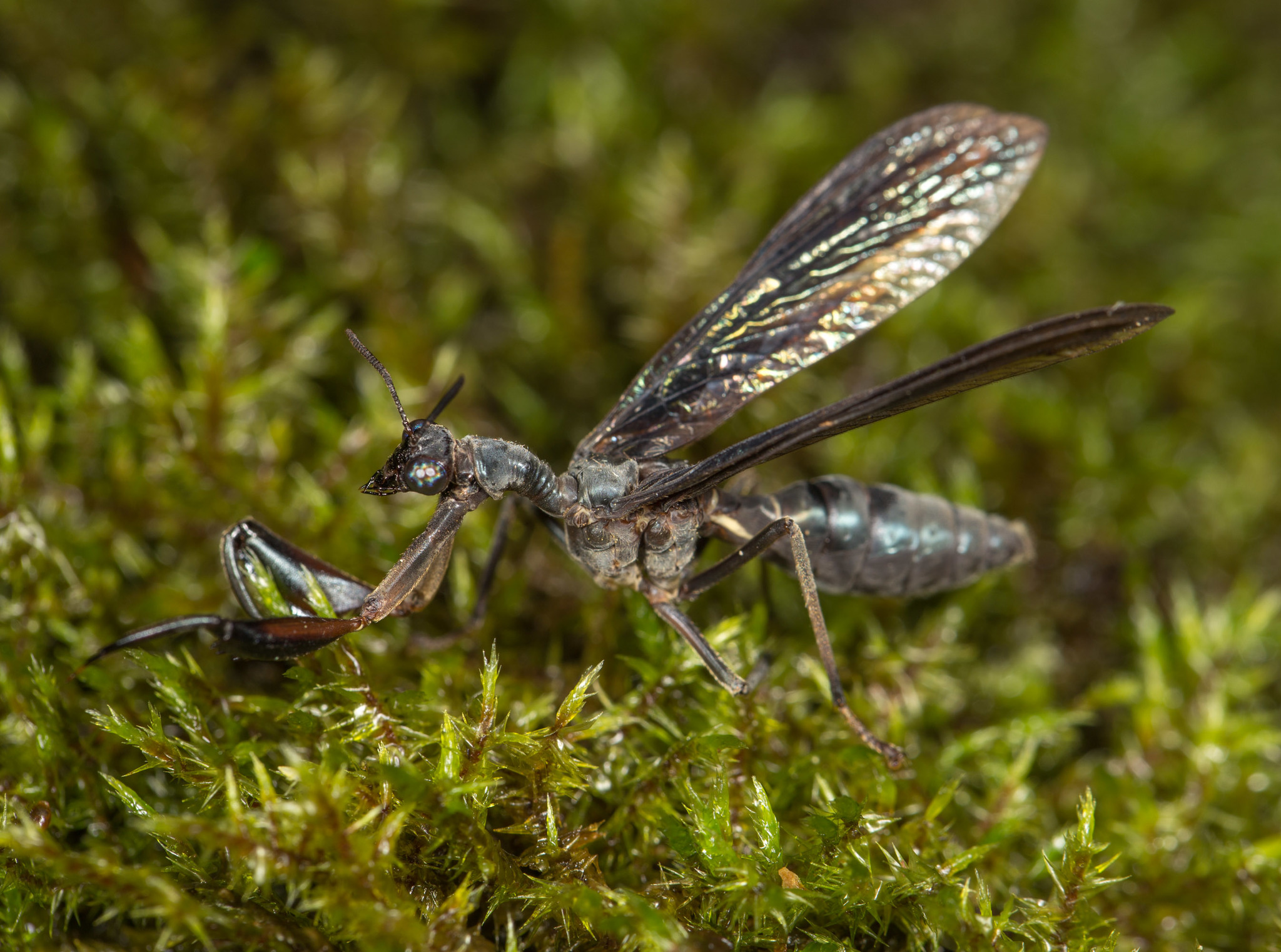
Climaciella obtusa.

- Climaciella amapaensis Penny, 1983
- Climaciella brunnea (Say, 1824)
- Climaciella cubana Enderlein, 1910
- Climaciella duckei Navás, 1915
- Climaciella henrotayi Nel, 1989
- Climaciella obtusa Hoffman, 2002
- Climaciella personata (Stitz, 1913)
- Climaciella porosa Hoffman, 2002
- Climaciella rafaeli Calle Tobón et al., 2018
- Climaciella semihyalina (Le Peletier de Saint Fargeau & Audinet-Serville, 1825)

## Systématique
Le nom scientifique de ce taxon est Climaciella, choisi en 1910 par le zoologiste allemand Günther Enderlein, pour l'espèce type Climaciella brunnea, initialement classée dans le genre Mantispa sous le protonyme Mantispa brunnea, par l'entomologiste américain Thomas Say, en 1824.
Climaciella a pour synonyme :
- Nobrega Navás, 1914